# Hemigordiellina
Pilammina es un género de foraminífero bentónico considerado un sinónimo posterior de Ammovertellina de la subfamilia Ammovertellininae, de la familia Ammodiscidae, de la superfamilia Ammodiscoidea, del suborden Ammodiscina y del orden Astrorhizida. Su especie-tipo era Glomospira diversa. Su rango cronoestratigráfico abarcaba el Westphaliense (Carbonífero superior).

## Discusión
Clasificaciones previas incluían Pilammina en el suborden Textulariina del orden Textulariida.

## Clasificación
Pilammina incluye a las siguientes especies:
- Hemigordiellina diversa †
- Hemigordiellina evoluta †
- Hemigordiellina regularis †
- Hemigordiellina subquadrata †